# Хацор

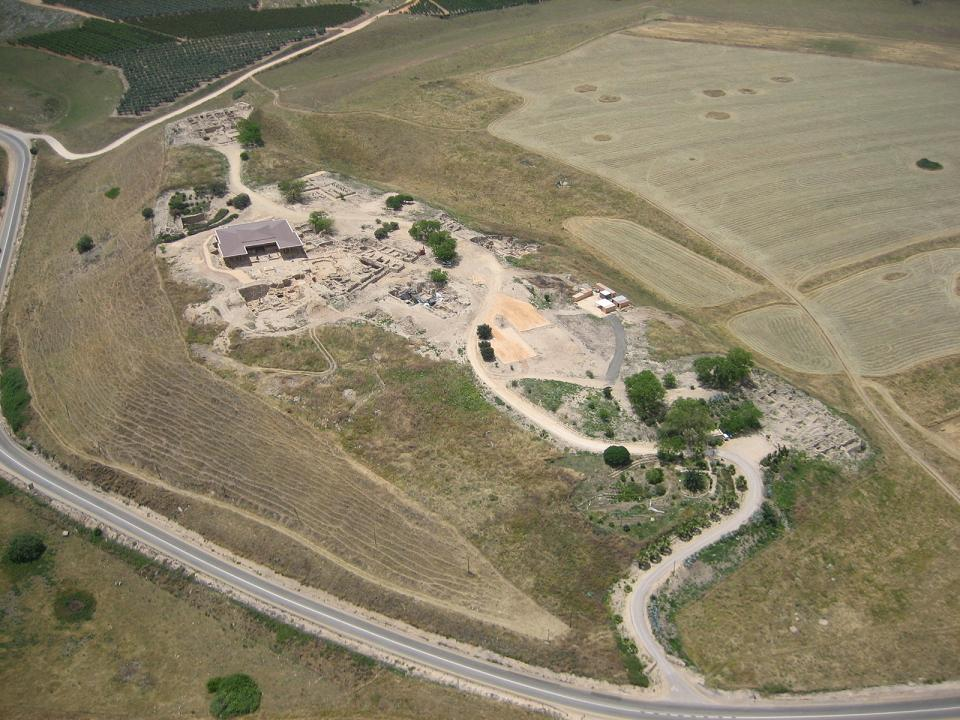
Сучасний вигляд руїн хацорського акрополя з висоти пташиного лету

Хацор (фінік. , івр. חָצוֹר) — стародавнє місто на території сучасного Ізраїлю (руїни якого розташовані за 6 км на північ від Рош-Пінни), у давнину — самостійне місто-держава.

## Згадки

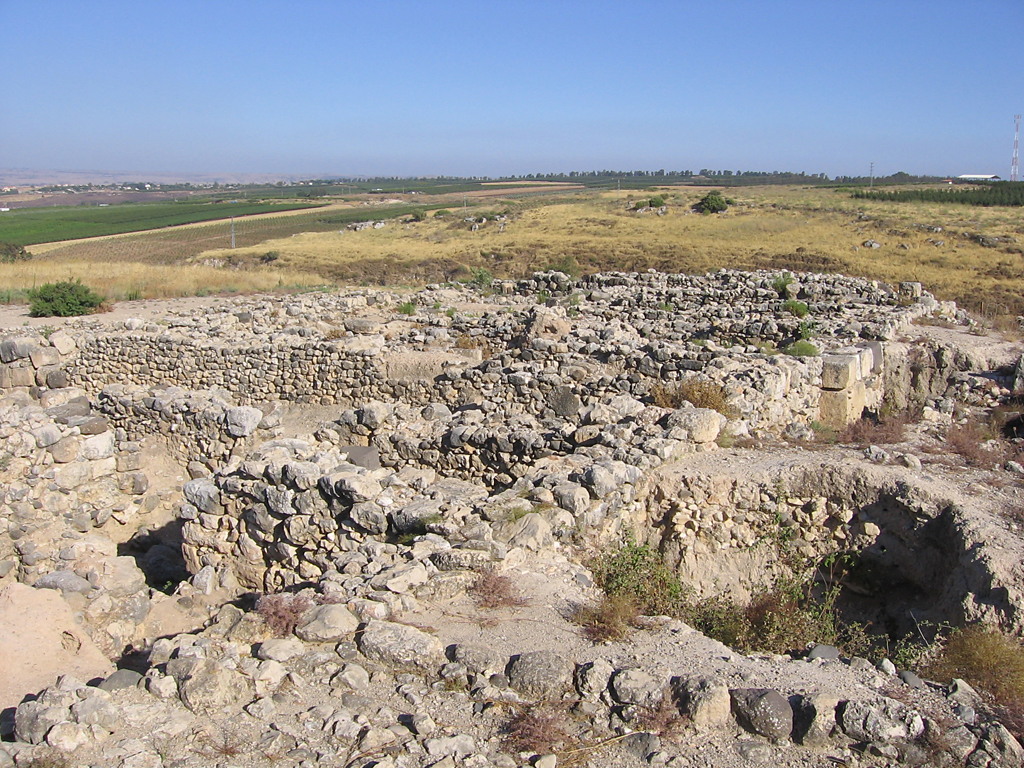
Руїни стародавнього міста

Заселення місцевості навколо майбутнього Хацору розпочалося щонайменше на початку бронзової доби. З приходом ханаанеїв невеличке поселення перетворюється на місто — центр самостійної держави. Осередком місцевої влади був акрополь, що знаходився на пагорбі і за часів розквіту Хацору займав площу близько 10 гектарів.
Найдавніші письмові згадки про Хацор знайдені в документах з Ебли. В давньоєгипетських «Текстах проклять» XIX століття до нашої ери він називається як важливий політичний центр ханаанеїв. Разом з Лаїшем згадується в документах Марі XVIII століття до нашої ери як великі торговельні центри, що вели караванну торгівлю з Вавилоном. В одному з листів згадуються вивилонські посланці, які були в Хацорі якийсь час. В іншому, що в це місто була відправлена партія олова. В документах єгипетського Нового царства неодноразово згадується завоювання міст Тутмосом ІІІ, Аменхотепом II та Сеті I. В папірусі Анастазі ХІІІ століття до нашої ери Хацор згадується у зв'язку з Рамземос ІІ. В амарнських листах XIV століття до нашої ери розповідається про змову проти хацорського царя Аблі-Тірші, який розширив свої володіння на схід від Йордану. Значно зросла й територія самого міста — щонайменше до 74 гектарів за підрахунками сучасних істориків.
За правління царя Явіна Хацор захопили і зруйнували євреї на чолі з Ісусом Навіном. З часом на місці акрополя була збудована ізраїльська фортеця, перебудована й оновлена за часів Соломона.
У  III-II ст. до н.е. на місці Хацора існувало еліністичне поселення.

## Археологія

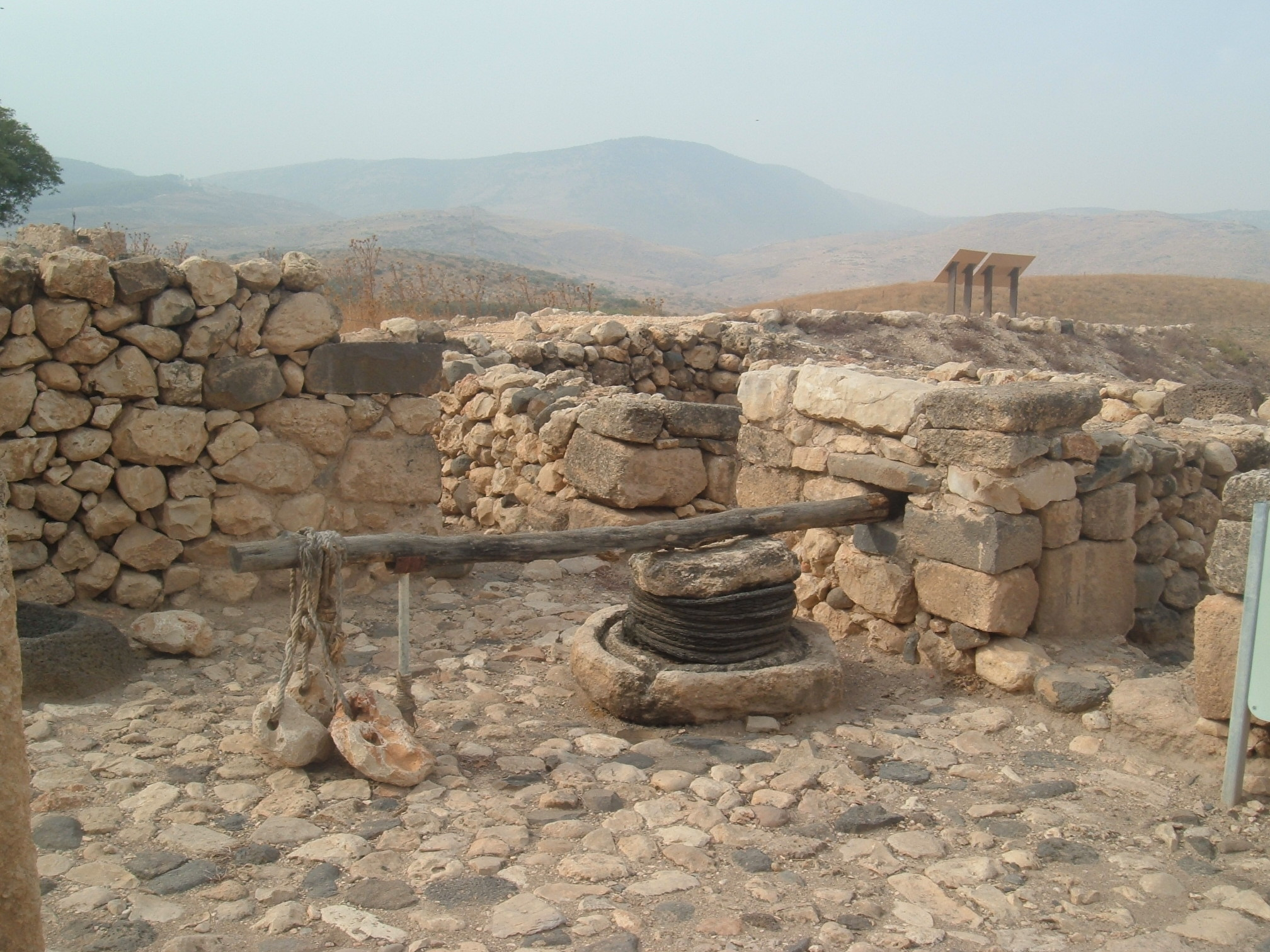
Стародавній олійний прес

Вперше Хацор віднайшов Г. Л. Портер в 1875 році, але його відкриття забули. В 1920-ті роки його знаву було знайдено — цього разу Дж. Гарстангом, начальником управління археології уряду британського мандату. Доказом став знайдений на телі документ аккадською в якому згадується цар Хацора. В 1928 році Гарстанг провадив розкопки на телі та прилеглих територіях. В 1955—1958 і 1968—1969 роках були проведені розкопки археологічною експедицією Єврейського університету в Єрусалимі на чолі з Іґелем Ядіном які знайшли шари від бронзової доби до еліністичних часів.
В 1990 році відбулася спільна експедиція Єврейського університету в Єрусалимі та Мадридського університету. Її результатом стало уточнення стратиграфії. Були знайдені сходи які вели з Верхнього міста в Нижнє. Відкриті залишки будівель Х-ІХ століть до нашої ери, двох ханаанських палаців бронзової доби. Була знайдена бронзова статуя божества заввишки 1,2 метра — це найбільша така знахідка. Характер знахідок бронзової доби свідчить про культурний зв'язок Хацора тих часів з державами на північний-схід від Ханаану.